# محطة قطار غلوبوكايا

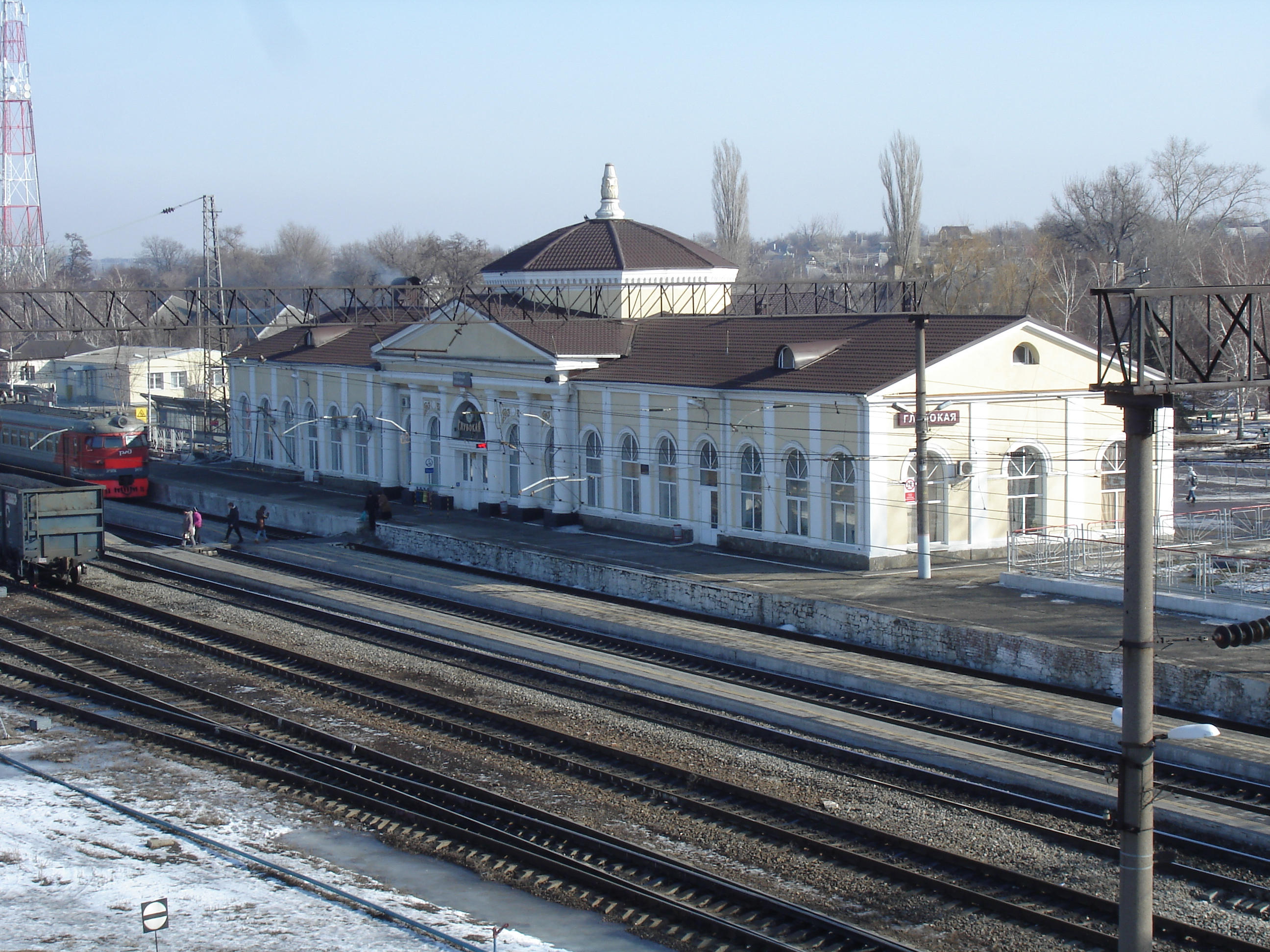
صور لمحطة قطار غلوبوكايا

محطة قطار غلوبوكايا (بالروسية: станция Глубокая) هي محطة قطار تقع في مدينة غلوباكي، في مقاطعة كامينسك، روستوف أوبلاست، روسيا. تقع على بعد 23 كم من خط كامينيسك وتقع بين تاراسوفكا وبوغوريلوفو على خط موسكو —روستوف-نا-دونو. وتبعد حوالي 3.5 كم عن طريق M-4 السريع.

## التاريخ
تم بناء بناية المحطة الخشبية بالأصل في سبعينيات القرن التاسع عشر لسكة حديد موسكو — روستوف-نا-دونو، والتي أنجزت عام 1876. في أوائل القرن العشرين كانت المحطة عبارة عن مستودع قاطرة لأربع قاطرات بخارية ورافعة مياه. كما تأسست قرية غلوبواكي بسبب بناء هذه السكة الحديدية. وبدأت المستودعات والمطاحن والأسواق العمل بالقرب من المحطة. بدأ عمل قطار الضاحية إلى محطة قطار كامينسكاي في عام 1913. كانت غلوبوكايا محطة السكك الحديدية الهامة لجنوب روسيا في أوائل القرن 20th.
وقع القتال بين الحركة البيضاء والبلاشفة حول المحطة خلال الحرب الأهلية الروسية. وقد أحتلت في عام 1942 خلالالحرب الوطنية العظمى. تم تحرير قرية غلوبوكي والمحطة التي أطلق عليها اسم القرية نفسه من قبل الجيش الأحمر في 15 يناير 1943. 57 قاطرة بخارية، وأكثر من 100 عربة، وصومعة غلال، وخمس مستودعات آخذت من قبل الاتحاد السوفيتي في محطة غلوباكي.

## الخدمات
غلوبوكايا هي محطة لقطارات الضواحي تديرها شركة نقل ركاب ضاحية شمال القوقاز (North Caucasian Suburban Passenger Company)  تستضيف المحطة قطارات الضواحي من روستوف-نا-دونو، وليخايا وتشيرتكوفو. قطارات المسافات الطويلة تعبر من خلال المحطة دون التوقف فيها.

## معرض الصور

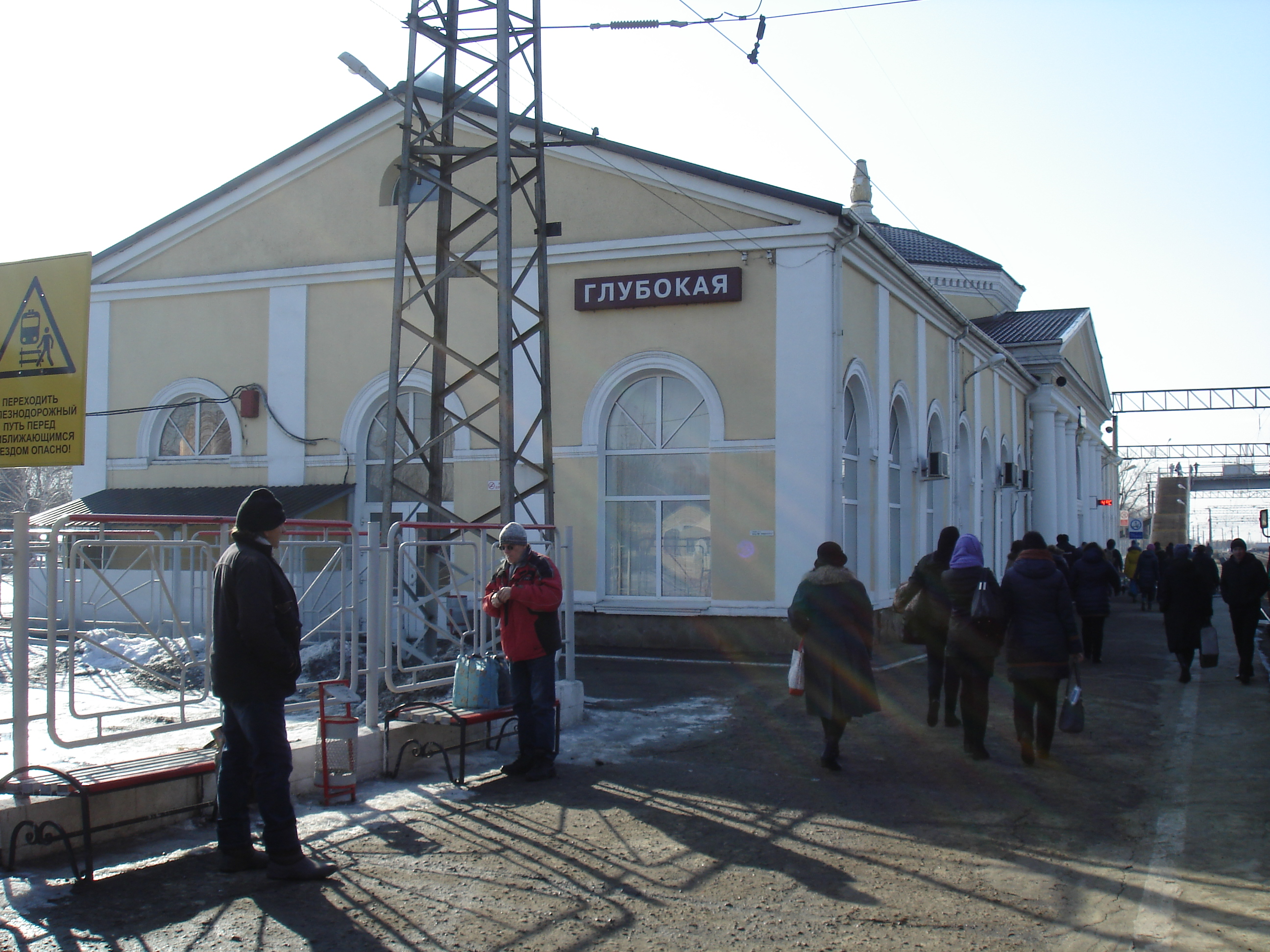
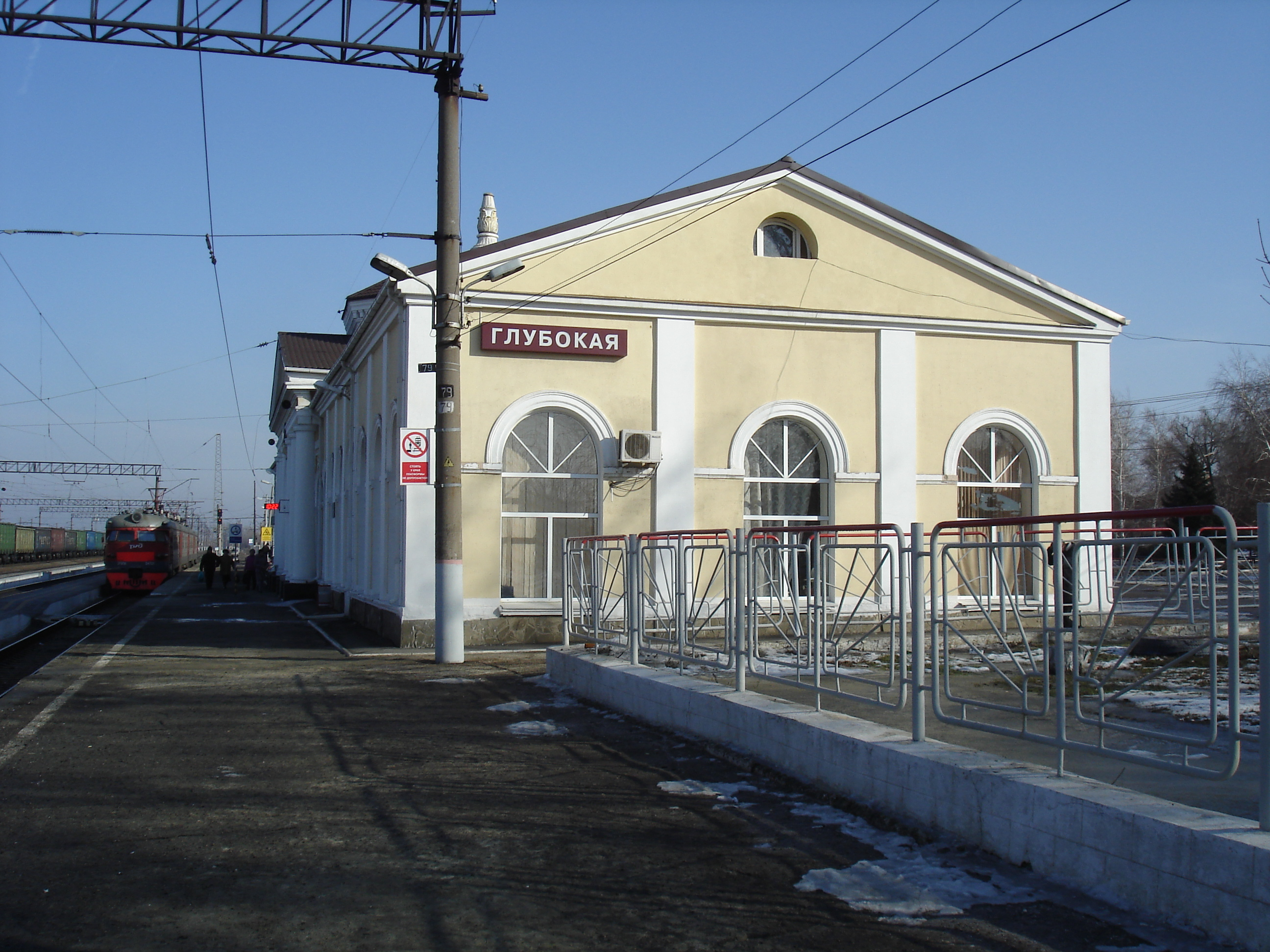
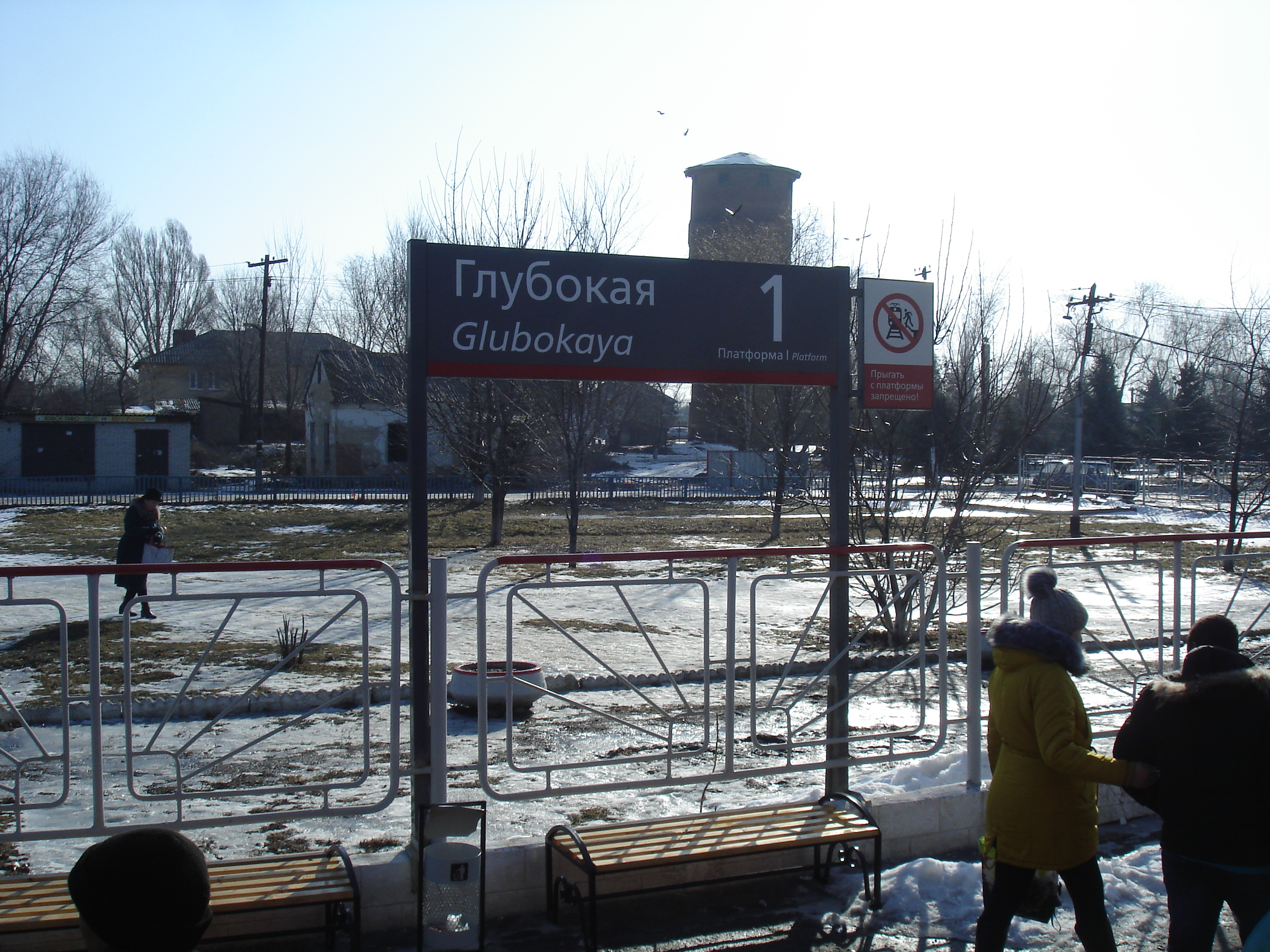
Nameplate